# کوک کیروش
کوک کیروش از سلسلهٔ اپرتی بود او بعد از کوکو سنیت که فرزند پلرایشن بود به پادشاهی رسید پدر کوک کیروش برادر پلرایشن بود و او در واقع بعد از عمویش به جانشینی رسید او بعدها تم سنیت برادر زاده اش را شاهزادهٔ شوش کرد و پس از مرگ تم سنیت برادر زادهٔ دیگر او کوک نهونته به سلطنت رسید.